# Kdegraphics

Icono del tema de iconos Nuvola para KDE 3.x.

kdegraphics es un paquete de aplicaciones que pertenecen a KDE y cuya finalidad es trabajar con gráficos. Desde el punto de vista del desarrollo de KDE, kdegraphics está conformado por los programas que pertenecen al sistema base llamado kdegraphics y al paquete graphics de extragear.

## Lista de programas
En esta lista aparecen aplicaciones que vienen por defecto en KDE y aplicaciones de extragear.
- Okular, visor universal de documentos
- Gwenview, visor de imágenes
- kfax
- kgamma
- KIconEdit, editor de iconos y logos.
- KPovModeler, 3D modeler for POV-Ray
- Kruler
- KSnapshot, capturas de pantalla
- KolourPaint, editor de imágenes, reemplaza a kpaint
- KColorEdit, editor de paletas de colores